# Gare de Montoir-de-Bretagne
La gare de Montoir-de-Bretagne est une gare ferroviaire française de la ligne de Tours à Saint-Nazaire, située sur le territoire de la commune de Montoir-de-Bretagne, dans le département de la Loire-Atlantique, en région Pays de la Loire.
La station est mise en service en 1857 par la Compagnie du chemin de fer de Paris à Orléans (PO).
C'est une halte voyageurs de la Société nationale des chemins de fer français (SNCF) desservie par des trains express régionaux TER Pays de la Loire circulant entre Le Croisic ou Saint-Nazaire et Nantes.

## Situation ferroviaire
Établie à 6 mètres d'altitude, la gare de Montoir-de-Bretagne est située au point kilométrique (PK) 488,417 de la ligne de Tours à Saint-Nazaire entre les gares de Donges et de La Croix-de-Méan.
Gare de bifurcation, elle était également la gare terminus (au PK 440,374) de la ligne de Sablé à Montoir-de-Bretagne, déclassée en grande partie jusqu'à Château-Gontier, dont la gare précédente est celle de Besné - Pontchâteau.

## Histoire
Mise en service le 10 août 1857 par la compagnie du chemin de fer de Paris à Orléans (PO) avec la voie de Nantes à Saint-Nazaire, il s'agit d'une station de quatrième classe ayant nécessité 103 837 fr pour l'ensemble de ces installations, notamment le bâtiment voyageurs, appelé débarcadère et une halle à marchandises.
Le 18 mai 1885, la ligne de Sablé à Montoir-de-Bretagne est totalement opérationnelle et restera en service jusqu'en 1952.

## Service des voyageurs

### Accueil
Halte SNCF, c'est un point d'arrêt non géré (PANG), équipé de deux quais avec abris.

### Desserte
La gare est desservie par des trains TER Pays de la Loire circulant entre Saint-Nazaire ou Le Croisic et Nantes.

### Intermodalité
Un parking pour les véhicules est aménagé. La gare n'est pas desservie directement par autobus régulier, la station Cadréan de la ligne Hélyce (bus à haut niveau de service) est située à plus de 700 m de marche à pied, par le pont-route de la départementale 971.

La halte et passage de trains
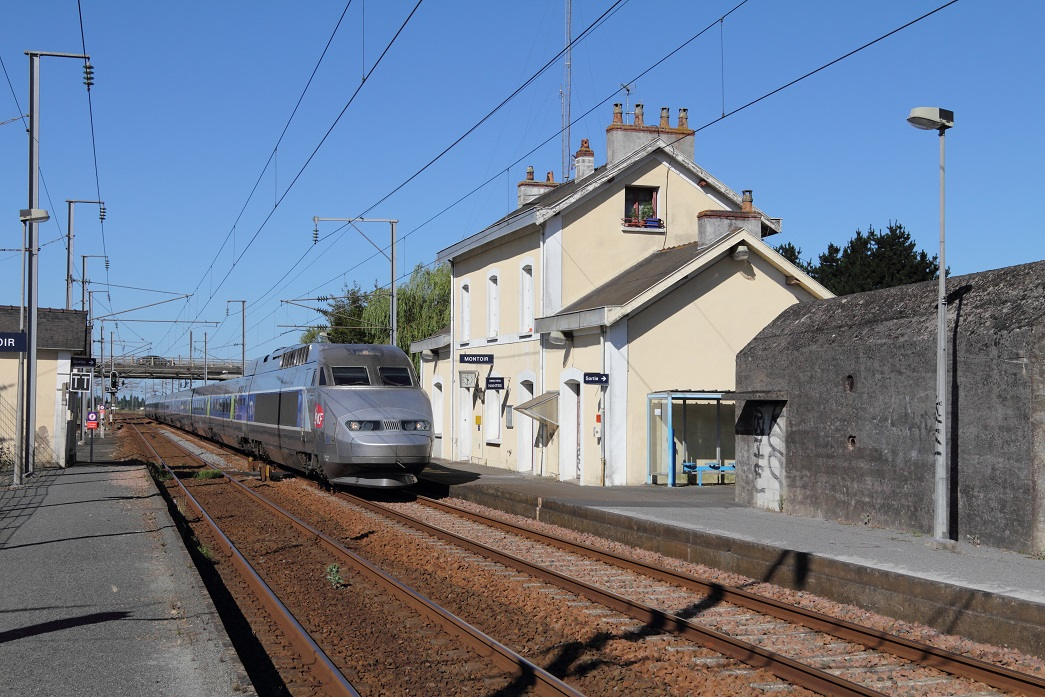
TGV (passage sans arrêt).
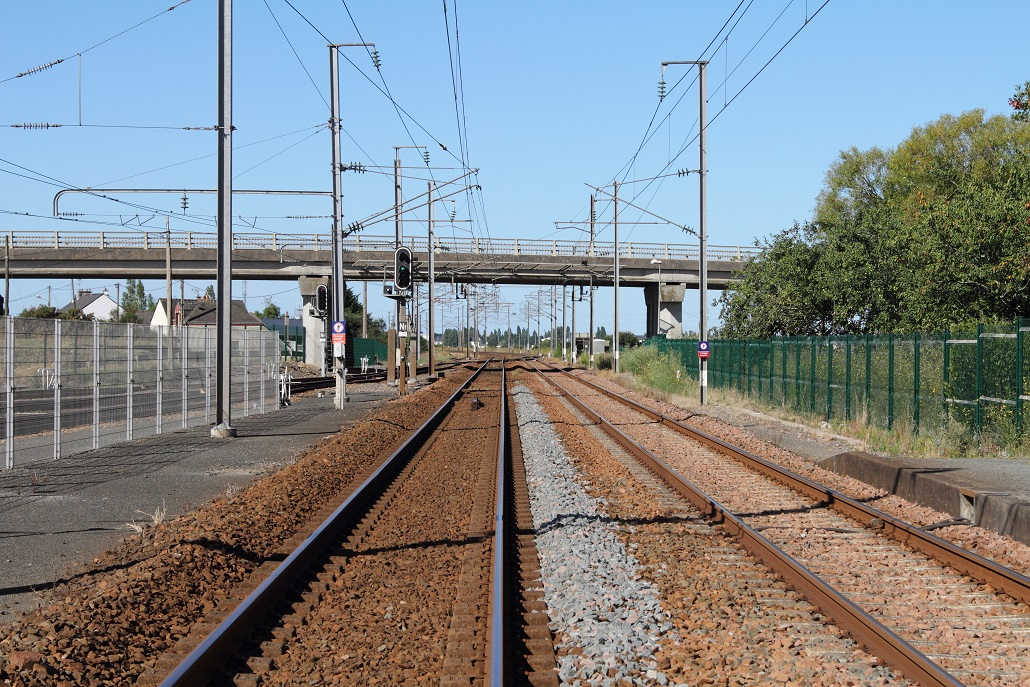
Vue en direction de St-Nazaire.
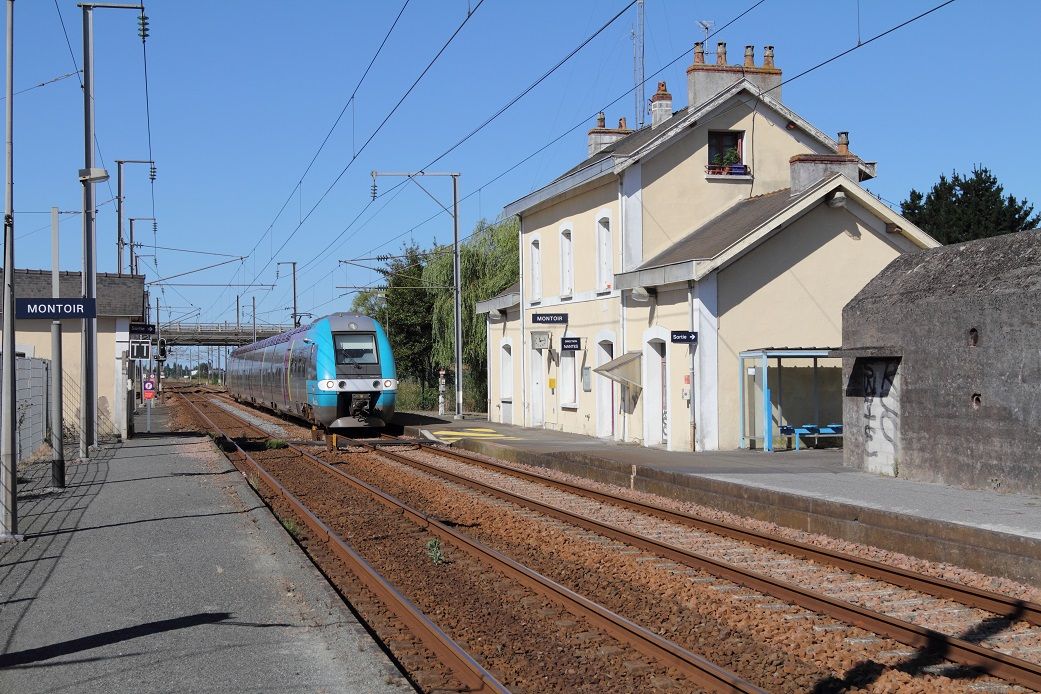
TER (passage sans arrêt).